# قلعة الحصن سوسيتا (هيبوس)
قلعة الحصن سوسيتا (بالإغريقية تدعى هيبوس (بالإغريقية: Ἵππος)‏، والتي تعني «حصان») تدعى أيضا الحصن، هي موقع أثري في فلسطين، يقع على تل الذي يطل على بحيرة طبريا. بين القرن الثالث قبل الميلاد والقرن السابع الميلادي، كانت 'هيبوس' (كما كانت تعرف في ذلك الوقت) موقعًا لمدينة يونانية رومانية، تراجع مكانة هذه المدينة تحت الحكم الإسلامي وتم التخلي عنها بعد زلزال الجليل عام 749. إلى جانب المدينة المحصنة نفسها، سيطرت قلعة الحصن-سوسيتا (كانت تدعى هيبوس في هذا الوقت) على مرفأين على البحيرة وعلى منطقة محددة من المناطق الريفية المحيطة بها. كانت 'هيبوس' جزءًا من حلف الديكابولس، أو عشر مدن، وهي منطقة في الأردن الرومانية وسوريا وفلسطين التي كانت تشهد وترتبط ارتباطًا ثقافيًا باليونان وروما أكثر من الإثنية والثقافات السامية التي كانت موجودة حولها وبالقرب منها.
تأسست هذه المدينة على أنها أنطاكية هيبوس (بالإغريقية: Ἀντιόχεια τοῦ Ἵππου) من قبل المستوطنين السلوقيون، تم تسمية المدينة 'هيبوس'، وهو اسم مشتق من الكلمة باللغة اليونانية التي تعني حصان، وكان هيبوس أيضا اسم شائع للملوك السلوقيين، أنطيوخس. تشير فسيفساء القرن الثالث، فسيفساء رحوب، للموقع باسم باللغة الآرامية، وهو سوسيتا ((بالعبرية: סוסיתא‏))، وهي كلمة تعني «حصان» في الصيغة الأنثوية، بينما الاسم العربي، قلعة الحصن أو الحصن، تم إستخدامه من قبل السكان العرب في البلاد، بمعنى «حصن الحصان / الفحل». تشمل الأسماء الأخرى التهجئة البديلة هيبوس (نصب هيبوم)، وهي نسخة لاتينية من الاسم اليوناني. السبب الدقيق لتسمية المدينة بهذه التسميات - وهي كلها تسميات مشتقة من أو تشير لكلمة حصان - لا يزال غير معروفا.

## الموقع

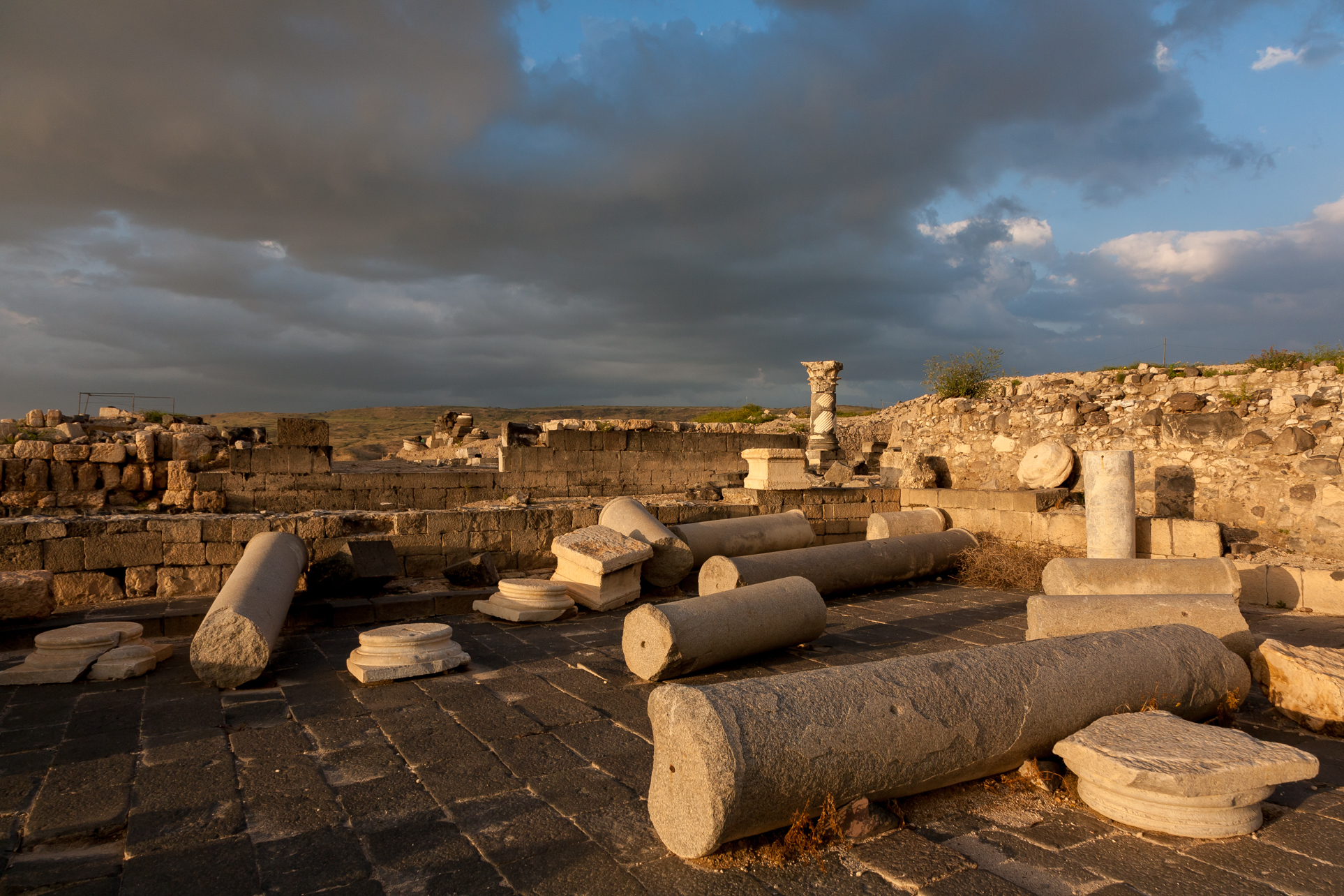
أنقاض سوسيتا

تم بناء قلعة الحصن سوسيتا (سميت هيبوس عند بناءها) على أرض مسطحة ومرتفعة التي تبعد 2 كيلومتر (1.2 ميل) شرق و350 متر (1,150 قدم) فوق بحيرة طبريا، وهي 144 متر (472 قدم) فوق مستوى سطح البحر، يتواجد هذا المكان بالقرب من كيبوتس (مستعمرة) عين جيف الحديثة. يقع الموقع على الجانب الإسرائيلي من خط وقف إطلاق النار الذي حددته الأمم المتحدة عام 1949 بين سوريا وإسرائيل؛(في منطقة فلسطين).

## التاريخ
تعود آثار قلعة الحصن/سوسيتا (هيبوس) منذ عام 1 م. وتم إعادة الإسكان في الموقع مرة أخرى من قبل البطالمة، في زمن القرن الثالث قبل الميلاد، على الرغم من أنه غير معروف سواء كانت مستوطنة حضرية ومدنية للسكن أو موقعًا عسكريًا. خلال هذا الوقت، كانت سورية الجوفاء بمثابة ساحة حرب ومعركة بين سلالتين تنحدران من قادة الإسكندر الأكبر، البطالمة والسلوقيون. 'هيبوس'، التي تواجدت في موقع الذي يمكن الدفاع عنه بشكل ناجع على طول الخطوط الحدودية للمدينة في القرن الثالث قبل الميلاد، من المحتمل أن تكون قد تأسست كحصن على الحدود للبطالمة. تم إنشاء مدينة 'هيبوس' نفسها من قبل المستعمرين السلوقيون، على الأرجح في منتصف القرن الثاني قبل الميلاد. اسمها الكامل، أنطاقية هيبوس (بالإغريقية: Antiochia Hippos), ((باللاتينية: Antiocheia ad Hippum)‏)، يدل ويشير على أن منشأها وتأسيسا هو ذو أصل سلوقي.
عندما استولى السلوقيون على كل مناطق سورية الجوفاء، تطورت 'هيبوس' إلى بوليس كامل؛ أي دولة مدينة التي تسيطر على المناطق الريفية والمساحات المحيطة. تم تحسين أنطاكية هيبوس (الإغريقية: Antiochia Hippos) عن طريق جميع الأعمال والعمليات التي تتخذ لصنع وإنشاء البوليس اليوناني: إنشاء معبد ومنطقة السوق المركزية والهياكل العامة الأخرى. قلل أمر توفر المياه من حجم مدينة 'هيبوس' الهلنستية. اعتمد المواطنون والسكان على الخزانات الأرضية لجمع الأمطار؛ والتي شكلت مصدر كل مياههم من أجل الاستعمال. هذا الأمر منع المدينة من التوسع وإسكان عدد كبير جدًا من السكان.

### الفترة الحشمونية (الحشمونائيم)
أدت ثورة المكابيين إلى إنشاء مملكة يهودية مستقلة تحت حكم السلالة الحشمونية في عام 142 قبل الميلاد. وفي عام حوالي ج. 83-80 قبل الميلاد، قاد ألكسندر جانيوس حملة الحشمونائيم لغزو الأراضي التي تقع شرقي نهر الأردن.

### الفترة الرومانية

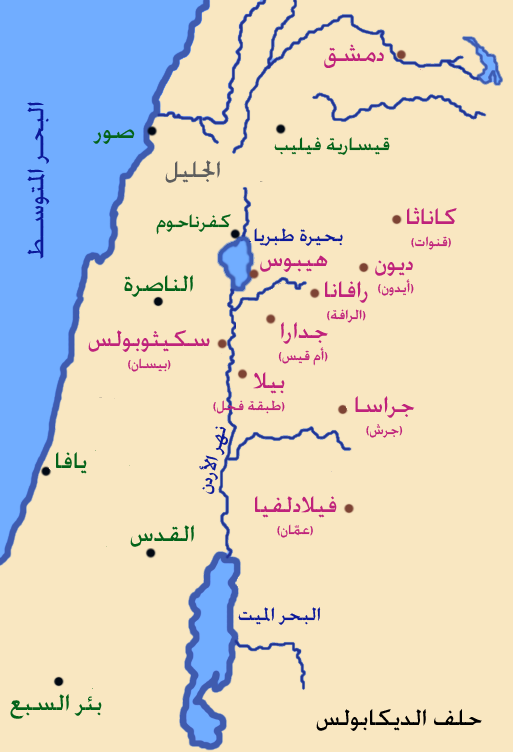
خريطة ديكابولس توضح موقع قلعة الحصن/سوسيتا (هنا مكتوبة هيبوس)

في عام 63 قبل الميلاد، غزا الجنرال الروماني بومبيوس الكبير سورية الجوفاء، بما في ذلك يهودا، وأنهى استقلال الحشمونائيم. منح بومبيوس الحكم الذاتي لما يقارب لحوالي عشر مدن من المدن يونانية؛ التي كانت موجودة على الحدود الشرقية لسورية الجوفاء؛ هذه المجموعة من المدن، التي كانت 'هيبوس' (قلعة الحصن/سوسيتا) واحدة منها، أصبحت تسمى ديكابوليس وتم دمجها في ولاية سوريا الرومانية. تحت الحكم الروماني، تم منح 'هيبوس' (قلعة الحصن/سوسيتا) درجة معينة من الحكم الذاتي. قامت المدينة بعملية صعر لعملات معدنية خاصة بها؛ مختومة بصورة حصان على شرف اسم المدينة.
تم منح ملكية مدينة 'هيبوس' لهيرودس الأول في عام 37 قبل الميلاد  وتم إعادة ملكية المدينة لمقاطعة سوريا عند وفاته في عام 4 قبل الميلاد. وفقا ليوسيفوس، كانت 'هيبوس' خلال هذا الوقت مدينة وثنية وكانت تعتبر «العدو اللدود» للمدينة اليهودية الجديدة، طبريا، التي تم تأسيسها في الجهة الثانية من البحيرة. كان اليهود قد عاشوا وأقاموا في طبريا عندما كانت لا تزال معروفة باسمها السابق، ركات. تم تسمية بلدة ركات لاحقًا باسم طبريا، بعد 25 عامًا من وفاة هيرودس ومقتله على يد ابنه، هيرودس أنتيباس، وتم منحها اسم طبريا تكريمًا للإمبراطور الروماني، تيبيريوس، في عام 20 م. أفاد يوسيفوس أنه خلال الثورة اليهودية الكبرى عام 66-70 م، اضطهدت 'هيبوس' سكانها من اليهود. شارك يهود آخرين من سوسيتا في هجمات على المجدل وغيرها. تعرضت 'هيبوس' نفسها لهجوم من المتمردين مرة واحدة على الأقل.
بعد أن قام الرومان بإخماد نيران الثورة اليهودية التالية (ثورة بار كوخبا) ومنعها، أنشأوا مقاطعة فلسطينة (Palaestina) في عام 135، والتي كانت هيبوس (قلعة الحصن/سوسيتا) جزءًا منها. كانت هذه بداية أكبر فترة ازدهار ونمو في مدينة هيبوس. أعيد بناؤها على طول نمط تخطيط مصبعي، حيث تمركزت المدينة حوايل طريق decumanus مكسيموس طويل، يمتد من الشرق إلى الغرب عبر المدينة. تم تخطيط وإصطفاف الشوارع بواسطة المئات من أعمدة الجرانيت ذات اللون الأحمر؛ التي تم إستيرادها من مصر. إن النفقات الكبيرة التي كانت مطلوبة لنقل هذه الأعمدة إلى فلسطين وإلى أعلى التل، هي دليل على ثروة وغنى المدينة. وشملت التحسينات والتطويرات الأخرى بناء كاليبي (ضريح للإمبراطور)، ومسرح روماني، وأوديون، وبازيليكا، وأسوار جديدة للمدينة. ومع ذلك، كان التحسن والتطور الأكثر أهمية هو القناة، التي حملت المياه إلى 'هيبوس' من الينابيع الموجودة في مرتفعات هضية الجولان، أي مسافة 50 كم. سمحت كمية المياه التي أصبحت تصل للمدينة، 7 والتي تم جمعها في خزانات أرضية الموجودة في قبو كبير، لعدد كبير من السكان بالعيش في المدينة.

### الفترة البيزنطية
وضعت تخطيطات إعادة الهيكلة الإمبراطورية تحت الإمبراطور ديوكلتيانوس، مدينة هيبوس، في مقاطعة فلسطين الثانية، التي تشمل الجليل ومقاطعة الجولان. عندما أصبحت الديانة المسيحية مسموحًا بها رسميًا في الإمبراطورية الرومانية، أصبحت فلسطين هدفًا للإعانات الإمبراطورية من أجل بناء الكنائس والأديرة، وجلبت زيارات الحجاج المسيحيون إيرادات وأرباح إضافية. توسعت الصناعة وتطورت وأصبح المزيد من السلع الفاخرة متاحة لعامة الشعب والناس.
زحفت الديانة المسيحية ببطء إلى مدينة هيبوس (قلعة الحصن/سوسيتا). لا يوجد دليل على وجود أي كيان مسيحي قبل القرن الرابع. تم العثور على قبر وثني من العصر البيزنطي لرجل يدعى هيرميس خارج أسوار المدينة، مما يدل على وجود وبقاء الوثنية لفترة متأخرة نسبيًا في هذه المنطقة. ومع ذلك، تدريجياً، أعتنقت المدينة الديانة المسيحية، وأصبحت مقرًا للأسقف عند حوالي عام 359 على الأقل. أحد الأساقفة، يدعى بيتر من 'هيبوس'، مدرج في سجلات مجالس الكنيسة الباقية والتي لا تزال موجودة، وتذكره السجلات في عام 359 وعام 362.

### الفترة الراشدية والعصر الأموي
غزت الجيوش الإسلامية في فترة الراشدين منطقة فلسطين في القرن السابع، واستكملت احتلالها عام 641. سمح الحكام العرب الجدد في 'هيبوس' للمواطنين بمواصلة ممارسة الديانة المسيحية، وهي سياسة استمرت فيما بعد من قبل الخلافة الأموية. وفقًا لعلماء الآثار، لم يهدم ولم يكبح النظام الإسلامي الكنائس، ولكن تم تغطية الصور والرموز المسيحية المنقوشة على طوابع الخبز النحاسية البيزنطية، وعلى حاجز المذبح؛ بواسطة مسحوق مصنوع من القصدير والرصاص.
ومع ذلك، استمر عدد السكان والاقتصاد في الانخفاض والتشتت. دمر زلزال الجليل 749 مدينة 'هيبوس' (قلعة الحصن/سوسيتا)، وتم التخلي عنها بشكل نهائي ودائم.

## التنقيبات

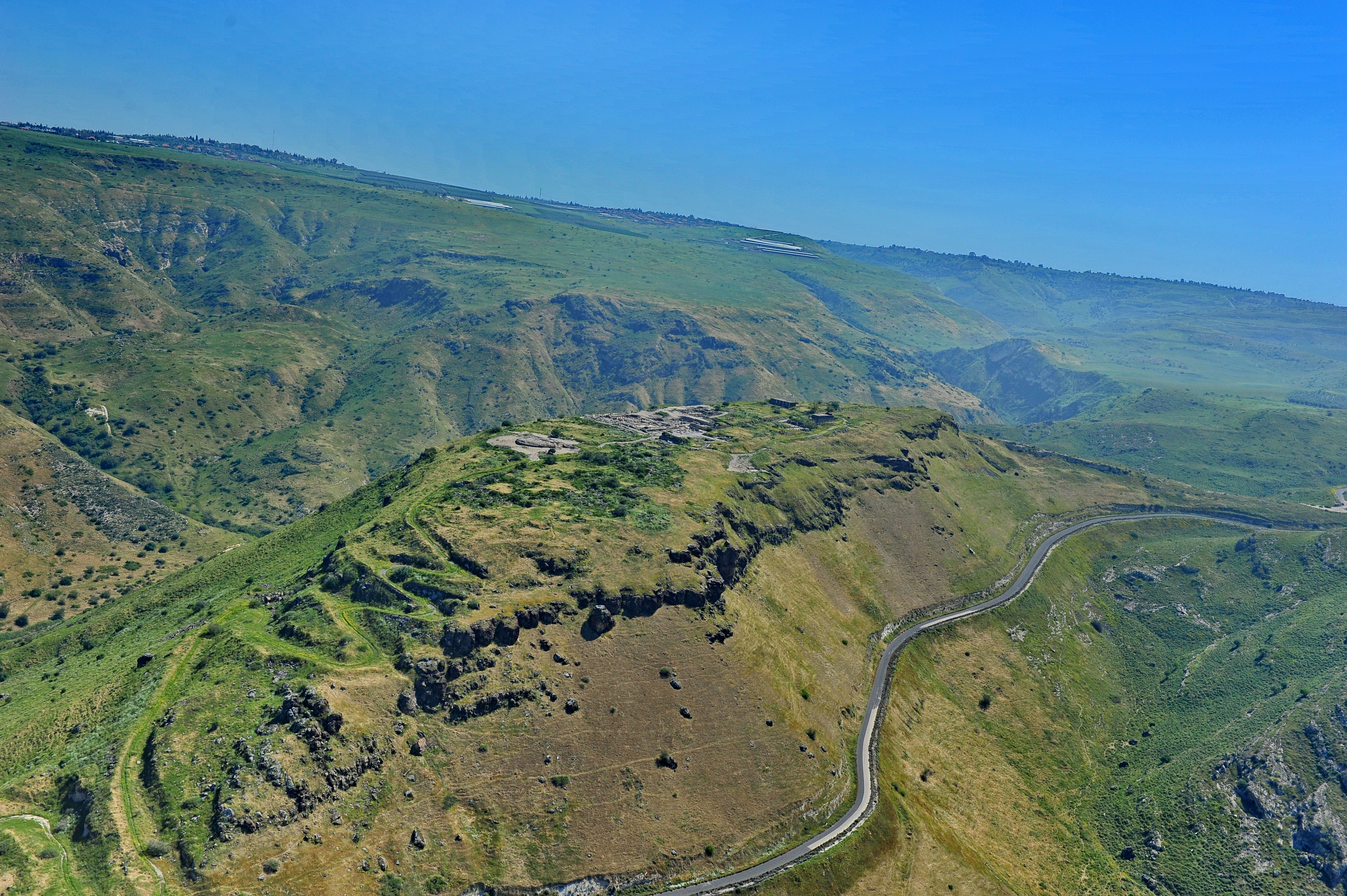
منظر جوي لسوسيتا

قام مهندس السكك الحديدية والمساح الألماني غوتليب شوماخر بمسح إستكشافي لموقع قلعة الحصن/سوسيتا (هيبوس) لأول مرة في عام 1885، على الرغم من أنه حدد بشكل خاطئ على أن الأنقاض تعود لبلدة جمالا.
تم تنفيذ عمليات التنقيب الأولى من قبل علماء الآثار الإسرائيليين إيمانويل أناتي، كلير إبستاين، مايكل آفي-يونا وآخرين، من عام 1951 إلى عام 1955. اكتشفوا بعض المباني المحلية وبوابة المدينة الرئيسية في الجهة الشرقة، وكنيسة بيزنطية كبيرة ربما كانت مقر أسقف مدينة 'هيبوس'. بعد التنقيبات الإستكشافية، استخدم الجيش الإسرائيلي جبل سوسيتا لنفس الغرض الذي استخدمه اليونانيون القدماء - كحصن. تم استخدامه كمركز دفاع للحدود ضد سوريا، حتى استولت إسرائيل على معظم مرتفعات هضبة الجولان في حرب الأيام الستة عام 1967.
في عام 1964، تم الإعلان عن جبل سوسيتا على أنه منتزه وطني، وفي عام 2004 تم إعلان المنطقة المحيطة به، بما في ذلك الموقع نفسه، كمحمية وطنية. بعد المسح الأثري الذي أجري في عام 1999، تم التوصل لقرار الشروع في مشروع علمي واسع النطاق للتنقيب في الموقع. تمت عمليا تنقيب في الموقع سنويًا منذ ذلك الحين، ومن المقرر إجراء الموسم الرابع عشر من التنقيبات في صيف عام 2013.
البحث الذي تم في الحصن/سوسيتا (هيبوس) هو مشروع دولي. كانت المواسم الإحدى عشرة الأولى (2000-2010) عبارة عن تعاونًا إسرائيليًا-بولنديًا-أمريكيًا، حيث تشارك في إدارته البروفيسور آرثر سيغال والدكتور مايكل أيزنبيرغ من معهد زينمان للآثار، جامعة حيفا. البروفيسور يولانتا مينارسكزيك من مركز البحوث للآثار حول منطقة البحر المتوسط، في الأكاديمية البولندية للعلوم؛ الدكتور ماريوس بورداجويكز المتحف الوطني في وارسو، والدكتور مارك شولر من جامعة كونكورديا، سانت بول، مينيسوتا، الولايات المتحدة الأمريكية. كانت مناطق التنقيب الرئيسية هي الأوديون والبازيليكا والكنيسة الشمالية-الغربية والكنيسة الشمالية-الشرقية والمنطقة المعزولة المحيطة بها والأحياء المحلية والحمام الجنوبي والخندق الدفاعي والتحصينات المجاورة له وأراضي المقابر. اعتبارًا من بداية عام 2012، تم توجيه وإدارة التنقيبات من قبل الدكتور مايكل أيزنبيرغ، مع التركيز على البازيليكا الرومانية، وعلى الروماني البيزنطي الجنوبي، والمنطقة المعزولة الشمالية-الشرقية، وأماكن المعيشة والسكن، والمعقل الروماني، ومنطقة سادل ريدج وأراضي المقابر.
الهدف من الحملة هو الكشف والتنقيب عن المدينة القديمة بأكملها، وشبكة الشوارع، والمباني العامة العلمانية والدينية الرئيسية، وكذلك الأحياء المحلية والسكنية. كما وتأمل الحملة في المسح والتنقيب عن أرضين للمقابر اللذين يقعان في الجنوب، والجنوب-الشرقي من المدينة. كما وسيتم فحص العلاقة بين المدينة والمناطق الريفية المحيطة بها في المواسم المقبلة، وخاصة المنطقة الممتدة بين المدينة وبين البحيرة. علاوة على ذلك، يوجد مخطط لإجراء كشف ومسح تفصيلي لشاطئ البحيرة، لتحديد الموقع الدقيق لميناء مدينة 'هيبوس'.
في عام 2015، تم العثور على قناع برونزي ذو حجم كبير، تقريباً لا يوجد قناع مثله الذي يصل لنفس الحجم، وتم تأريخ هذا القناع على أنه يعود للفترة التي بين القرن الأول قبل الميلاد والقرن الثاني ميلادي. تم صنع هذا القناع ليصور الإله اليوناني بان، وقد تم العثور عليه من قبل علماء الآثار في الموقع.

## التقليد المسيحي
في العهد الجديد، عندما يذكر يسوع "مدينة تقع على تل" والتي "لا يمكن أن تتوارى عن الأنظار (أحد استعارات الملح والنور في العظة على الجبل)، ربما كان يشير إلى قلعة الحصن/سوسيتا (هيبوس). بالإضافة إلى ذلك، قد تكون معجزة يسوع التي تم ذكرها وسردها في مرقس 5 ولوقا 8 مرتبطة أيضًا بقلعة الحصن/سوسيتا 'هيبوس'(Mark 5, Luke 8). طالع جرجيسا لقراءة المناقشة حول موقع هذه المعجزة.
ذكرت الكاثوليكية المتصوفة، ماريا فالتورتا، في عملها القائم على الرؤية «قصيدة الإله-الإنسان» أن يسوع المسيح زار وعظ في هيبوس (قلعة الحصن/سوسيتا).

## معرض صور

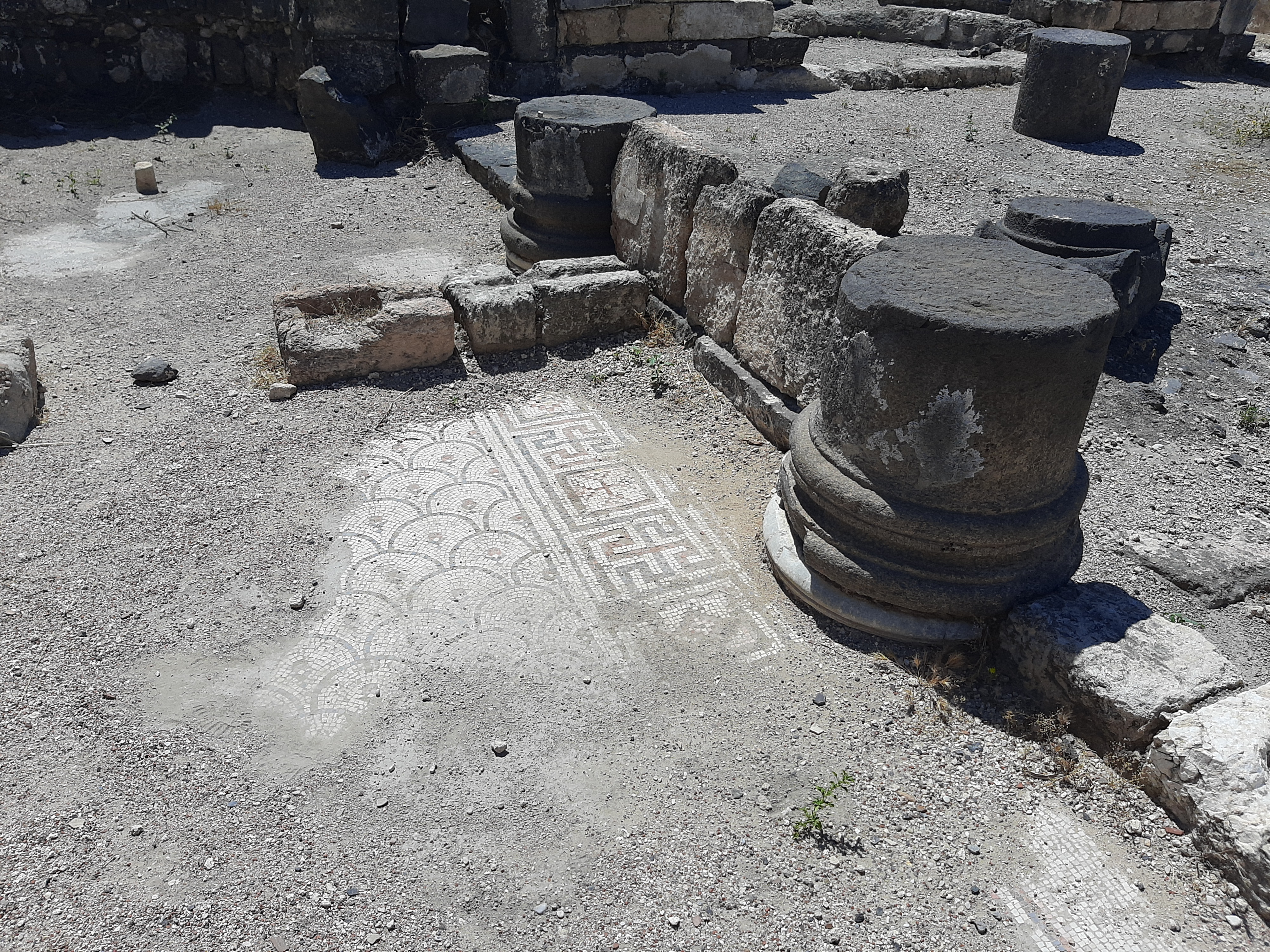
آثار وفسيفساء في هيبوس/سوسيتا/الحصن، قبل أعمال الترميم

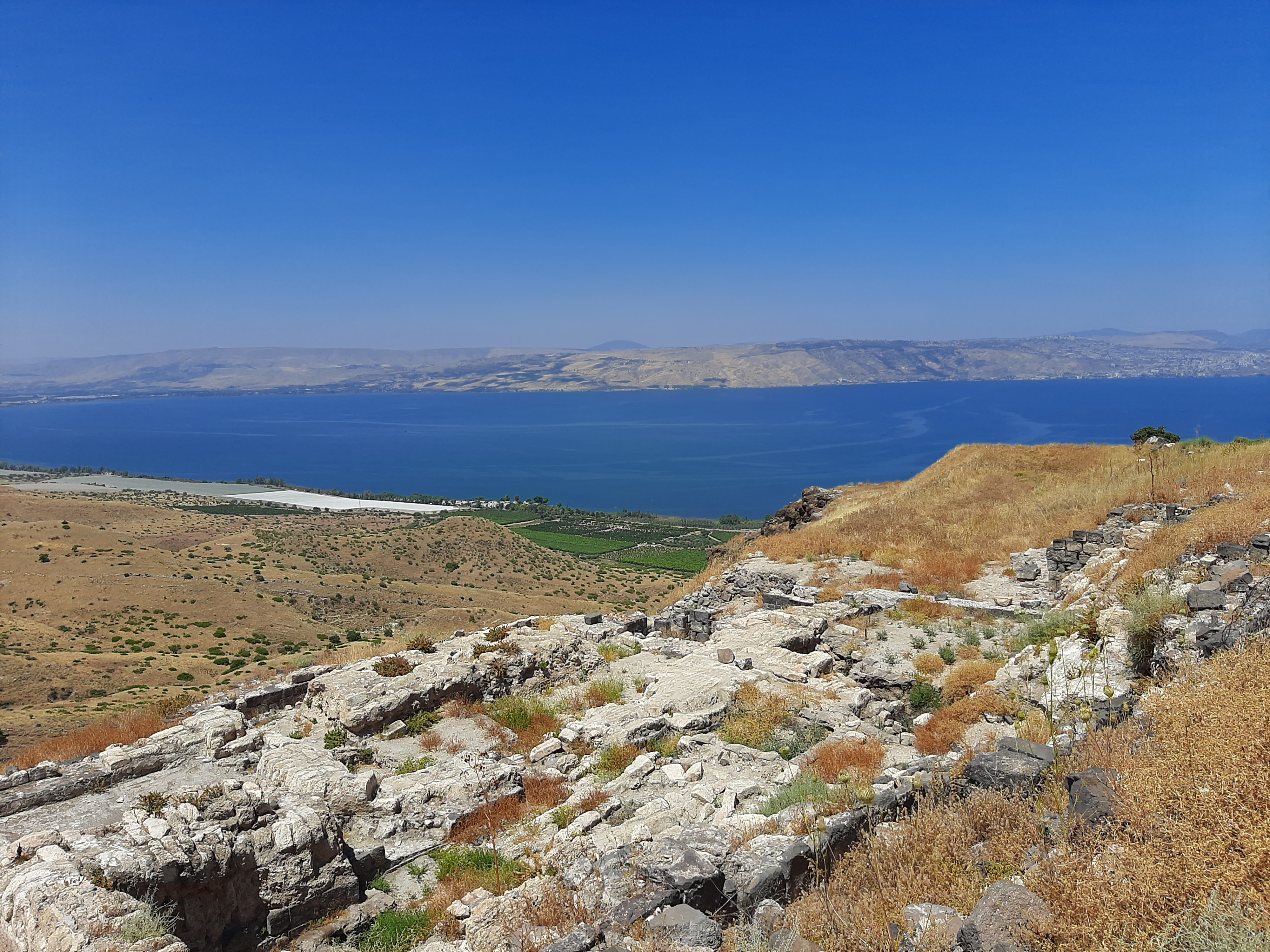
آثار في هيبوس/سوسيتا/الحصن قبل أعمال الترميم ، في الخلفية تظهر بحيرة طبريا

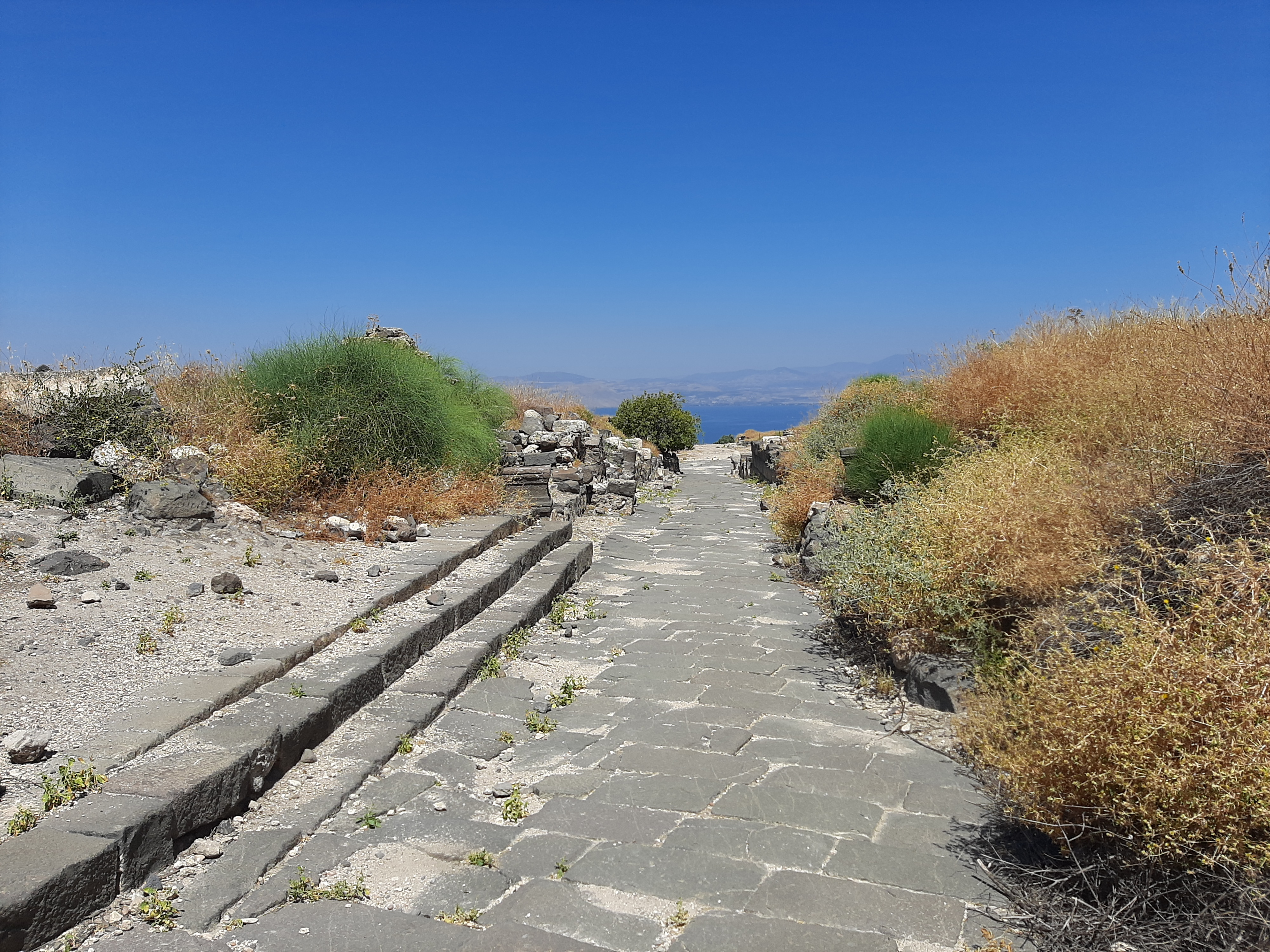
طريق في هيبوس/سوسيتا/الحصن قبل أعمال الترميم، يمكن رؤية بحيرة طبريا في الخلفية

## روابط خارجية
- القائمة الكاملة للمنشورات والروابط المتعلقة بأفراس النهر
- فرس النهر (Sussita) - مشروع التنقيب ، جامعة حيفا.
- مقلاة في فرس النهر، بار، نوفمبر-ديسمبر 2015.
- «Antiochia Hippos: الكشف عن مدينة ضائعة في ديكوبولس الروماني»، علم الآثار العالمي الحالي 69، 2015.
- "The Spade Hits Sussita"، أربعون مقالة رائدة من أربعين عامًا من مراجعة علم الآثار الكتابية، نوفمبر 2015.
- علامات توضيحية باللغتين الإنجليزية والعبرية تم تعيينها في فرس النهر من قبل البعثة (2014).
- صور فرس النهر